# Intensidad de recursos

Intensidad del recurso energía por sector en Estados Unidos

La intensidad de recursos es una medida de los recursos (por ejemplo agua, energía o materiales) necesarios para la producción, el procesamiento y la eliminación de una unidad de bien (producto o servicio), o para la finalización de un proceso o actividad. Por lo tanto, es una medida de la eficiencia en el uso de los recursos. A menudo se expresa como la cantidad de recursos incorporada en el costo unitario. Por ejemplo, litros de agua por cada dólar gastado en un producto. En la contabilidad nacional y la contabilidad de sostenibilidad, se puede entender como las unidades de recursos gastadas por unidad de PIB, de manera análoga a la intensidad energética. Por ejemplo, la intensidad energética de los países de altos ingresos en 2006 fue de 1,5 kWh/$. Es obvio que para producir ese PIB no solo gastaron energía, sino también agua y materias primas. Para hallar la intensidad de recursos de ese año se divide el consumo de agua de esos países ese año por su PIB de ese año, y, asimismo, se divide el consumo de otras materias primas de esos países ese año por su PIB de ese año.
Cuando el concepto de intensidad de recursos se aplica a una sola persona, se expresa como el uso de recursos de esa persona por unidad de consumo. Una intensidad de recursos alta indica un elevado e indeseable coste ambiental de convertir los recursos en PIB. En cambio, una baja intensidad de uso de recursos indica que el coste de convertir los recursos en PIB es reducido.
Lo mismo que la intensidad energética se ha ido reduciendo con el tiempo, también lo ha hecho la intensidad de recursos, reflejando una eficiencia cada vez mayor y el uso creciente de tecnología limpia y economía circular.
Un concepto muy relacionado es la intensidad de emisión o intensidad de carbonoː los gramos de CO₂ equivalente que necesitan emitirse para producir una unidad de bien (por ejemplo un dólar de PIB). Los recursos naturales son vistos habitualmente como algo que se extrae para producir con ello. Pero el sitio al que verter los residuos de la producción (la atmósfera en el caso del dióxido de carbono, los mares en el de las aguas residuales) también puede verse como un recurso natural, cuya capacidad para absorber sin generar efectos adversos (como el calentamiento mundial en el caso de la atmósfera) es limitada. 

## Productividad de los recursos e intensidad de recursos
Ambos son conceptos clave en la medida de la sostenibilidad, ya que reflejan el éxito (o la falta de él) en desvincular el consumo de los recursos naturales y la degradación ambiental (cuando se produce con tecnología sucia y economía lineal, el medio ambiente se deteriora). 
La productividad de un recurso son las unidades de PIB que se generan al consumirse una unidad de ese recurso. Se puede entender como el inverso de la intensidad de los recursos. Veamos un ejemplo ficticioː supongamos un país que solo produce manzanas. Para producirlas solo consume agua y energía. En un año ha producido un millón de toneladas de manzanas que se valoran para el PIB a 2 $ el kilo. Su PIB ese año es, por tanto, de 2 000 millones de dólares. Para producir 1 kilo de manzanas se necesitan 700 litros de agua (cifra real)  y 0,8 kWh de energía. Por tanto, la productividad del recurso agua en ese país ese año es 2 · 1000 / 700 = 2,86 $ / metro cúbico, mientras que la productividad del recurso energía es 2/0,8 = 2,5 $ / kWh. Obsérvese que en la intensidad de recursos la magnitud monetaria ($) está en el denominador, mientras que en la productividad de los recursos está en el numerador. 
La ventaja de la intensidad de recursos y la productividad de los recursos es que pueden utilizarse tanto para medir el coste económico como para el ambiental. Aunque esencialmente estos  conceptos son 2 caras de la misma moneda (uno es el inverso matemático del otro), en la práctica implican enfoques muy diferentes. Para aumentar la sostenibilidad se debe maximizar la productividad de los recursos, minimizar su intensidad y no aumentar la cantidad total de recursos utilizados.